# Procambarus sbordonii
Procambarus sbordonii är en kräftdjursart som beskrevs av Hobbs 1977. Procambarus sbordonii ingår i släktet Procambarus och familjen Cambaridae. IUCN kategoriserar arten globalt som otillräckligt studerad. Inga underarter finns listade i Catalogue of Life.